# Kritikai kiadás
A kritikai kiadás vagy szövegkritikai kiadás egy-egy szépirodalmi, tudományos vagy zeneműnek az eredeti szerzői kézirata, ennek hiányában a legkorábbi ismert szövegváltozat alapján előkészített és megszerkesztett kiadása. Célja a szerző eredeti elképzeléseihez leghívebb és legközelebb álló változat kialakítása, kiegészítve a mű értelmezését segítő kor-, művelődés- és eszmetörténeti magyarázatokkal, valamint keletkezéstörténetére, további szövegváltozataira utaló jegyzetekkel. A kritikai kiadások textológiai módszertanát a pozitivizmus idején dolgozták ki, s elsősorban a szerzői változatot nélkülöző, az évszázadok során másolásból fakadó szövegromláson átesett ókori és középkori művek esetében kíván alapos szövegkritikai és filológiai felkészültséget.